# Вохма (река)
Во́хма — река в Костромской и частично Вологодской областях России, правый приток реки Ветлуги (бассейн Волги). Длина — 219 километров, площадь бассейна — 5560 км².
Крупнейшие притоки — Карюг, Ирдом (левые); Пенома, Вочь (правые). В пяти километрах от реки расположен крупный посёлок Вохма — центр Вохомского района Костромской области.
Вохма начинается из болот глухого ненаселённого региона лесного Заволжья практически на границе с Вологодской областью.
В верховьях река течёт по сплошному лесу, берега сильно заболочены, однако постепенно повышаются и становятся крутыми, иногда обрывистыми. Вохма быстро становится полноводной, после впадения справа Вочи ширина увеличивается до 60 метров, глубина около двух метров, скорость течения небольшая.
После устья Вочи Вохма покидает зону сплошных лесов и на участке до большого посёлка Вохма, стоящего немного в стороне от реки, лес по берегам перемежается со значительными безлесыми пространствами. На этом участке река образует многочисленные затоны, старицы, подковообразные излучины. Берега невысокие, пологие.
В районе села Вохма и впадения левого притока Ирдом характер берегов вновь меняется, они повышаются и одеваются лесом. Река, однако, по-прежнему продолжает образовывать заливы и старицы. Такой характер Вохма сохраняет вплоть до впадения в Ветлугу.
Весной Вохма сильно разливается, затапливая прилегающие к реке луга и низменности. В нижнем и среднем течении реки существует нерегулярное судоходство.
37 км реки Вохма от устья до льнозавода, расположенного в посёлке Бережок Вохомского района Костромской области, включены в Перечень внутренних водных путей Российской Федерации.

## Притоки
- 22 км: река Рюндюг (Рюндюк) (лв)
- 25 км: река Вязовичка (лв)
- 28 км: река Вочка (пр)
- 40 км: река Пойгина (пр)
- 41 км: река Ирдом (лв)
- 56 км: река Пайпино (пр)
- 62 км: река Большой Паговец (пр)
- 81 км: река Вочь (пр)
- 93 км: река Нюрюг (лв)
- 102 км: река Шубот (пр)
- 106 км: река Малый Парюг (лв)
- 137 км: река Большой Парюг (Полдневой Парюг) (лв)
- 144 км: река Пенома (Правая Пенома) (пр)
- 163 км: река Карюг (лв)
- 174 км: река Большой Петрюг (лв)
- 181 км: река Молевница (лв)